# 珠崖郡
珠崖郡，古代行政區，今中國海南省一部份，郡治位于今海南省海口市琼山区龙塘镇。

## 西漢
前111年，漢滅南越國，并於次年（元封元年）在其南方海中洲居之地設珠崖、儋耳郡，下辖十六个县，有二万三千多户居民，政府官員及軍隊皆為漢人。该地设立时“广袤可千里”，大致上与雷州半岛的面积相当，只有海南岛面积的三分之一，很多学者认为西汉时期的这二个郡都位于海南岛上，并依此来区分开三国时期孙吴政权在雷州半岛上所设立的珠崖郡。當地人民多次攻擊官員，官员也动用酷刑来惩治他们。約數年一反，殺政府官員，漢即發兵平定民變。二十多年共發生六次民變。前82年（始元五年），两郡合而为一，儋耳郡被撤销，其地并属于珠崖郡。漢宣帝時，珠崖山南縣民變，發兵征討，許多縣亦反叛，地方連年不穩定。因關東發生天災，漢無力南下平定民變，故於初元三年（前46年）廢珠崖郡，珠崖、儋耳两地被并入了合浦郡。
西漢珠崖郡可考縣：瞫都縣、珠崖縣（治今海口市）、苟中縣（治今澄邁縣內）、紫貝縣（治今文昌市）、臨振縣（治今三亞市）、玳瑁縣（治今海口市）、山南縣（治今陵水黎族自治縣內）等。

## 南朝
南梁在三國珠崖郡故地重新設置珠崖郡。

## 隋代
隋朝大業三年（607年）在漢朝故地改崖州為珠崖郡。治義倫縣。領義倫縣（治今海南儋州市西北）、感恩縣（治今東方市南）、顏戶縣（治今海口市東）、毗善縣（治今臨高縣）、吉安縣（治今東方市北）五縣。
唐朝改为崖州，宋朝改为琼州，崖州迁至海南岛南部，今三亚市西还有崖州古城。